# Завод фосфорних та калійних добрив у Картахені
Завод фосфорних та калійних добрив у Картагені — колишній виробничий майданчик на східному узбережжі Іспанії.
У 1895 році на східній околиці Картахени в районі Гаррабіно відкрилась фабрика вибухівки компанії Fábrica Franco Española de Explosivos, яка вже наступного року внаслідок злиття з SED (створена шведським промисловцем Альфредом Нобелем компанія Sociedad Anónima Española de la Pólvora Dinamítica-Privilegio de A. Nobel) та іншими учасниками ринку стала частиною потужного хімічного концерну Unión Española de Explosivos (UEE). Невдовзі в Іспанії почався бум виробництва фосфорного добрива — суперфосфату — і в 1904-му в межах політики диверсифікації UEE відкрила завод з його виробництва на земельній ділянці, що раніше належала колишній Fábrica Franco Española de Explosivos та була в сусідньому з Гаррабіно районі Хондон.
Суперфосфат продукують шляхом розкладення фосфоритів сульфатною кислотою, при цьому фосфорити майданчик UEE імпортував, тоді як сульфатну кислоту продукували в самому Хондоні шляхом спалювання піритів походженням з тієї ж провінції Мурсія або південної іспанської провінції Уельви (тут був потужний гірничодобувний регіон, що, зокрема, дав початок такій компанії, як Rio Tinto).
В 1919-му завод в Картахені випустив 12 тисяч тонн сульфатної кислоти (для чого знадобилось 12 тисяч тонн піритів) і 25 тисяч тонн суперфосфату (при цьому спожили 15 тисяч тонн фосфоритів — 6,5 тисяч тонн з Алжиру, 3,5 тисячі тонн з США та 5 тисяч тонн з іспанської копальні Альдеа-Морет). Також випустили 180 тонн соляної кислоти за рахунок споживання хлориду натрію і 270 тонн нітратної кислоти, для чого використали 475 тонн нітрату натрію, імпортованого з Чилі. 
Відомо, що в 1932-му майданчик в Хондоні виробив 29 тисяч тонн сульфатної кислоти і 70 тисяч тонн суперфосфату (а також 535 та 565 тонн соляної та нітратної кислот відповідно). У 1933-му ці показники становили 23 тисячі тонн сульфатної кислоти і 55 тисяч тонн суперфосфату (а також 450 та 470 тонн соляної та нітратної кислот).
У 1960-х роках асортимент заводу розширили за рахунок такого добрива як сульфат калію. Його отримували шляхом обробки сульфатною кислотою хлориду калію, при цьому останній ще з середини 1920-х видобувала належна UEE копальня Кардона. Також в якийсь момент майданчик у Картахені передали в межах тієї ж групи компанії Potasas y Derivados («Калій та похідні продукти»).
Ще одним видом продукції заводу був дикальцій фосфат, який залежно від якості може використовуватись як харчова або кормова добавка.
Станом на середину 1950-х проєктна потужність майданчику в Хондоні рахувалась як 100 тисяч тонн суперфосфату на рік.

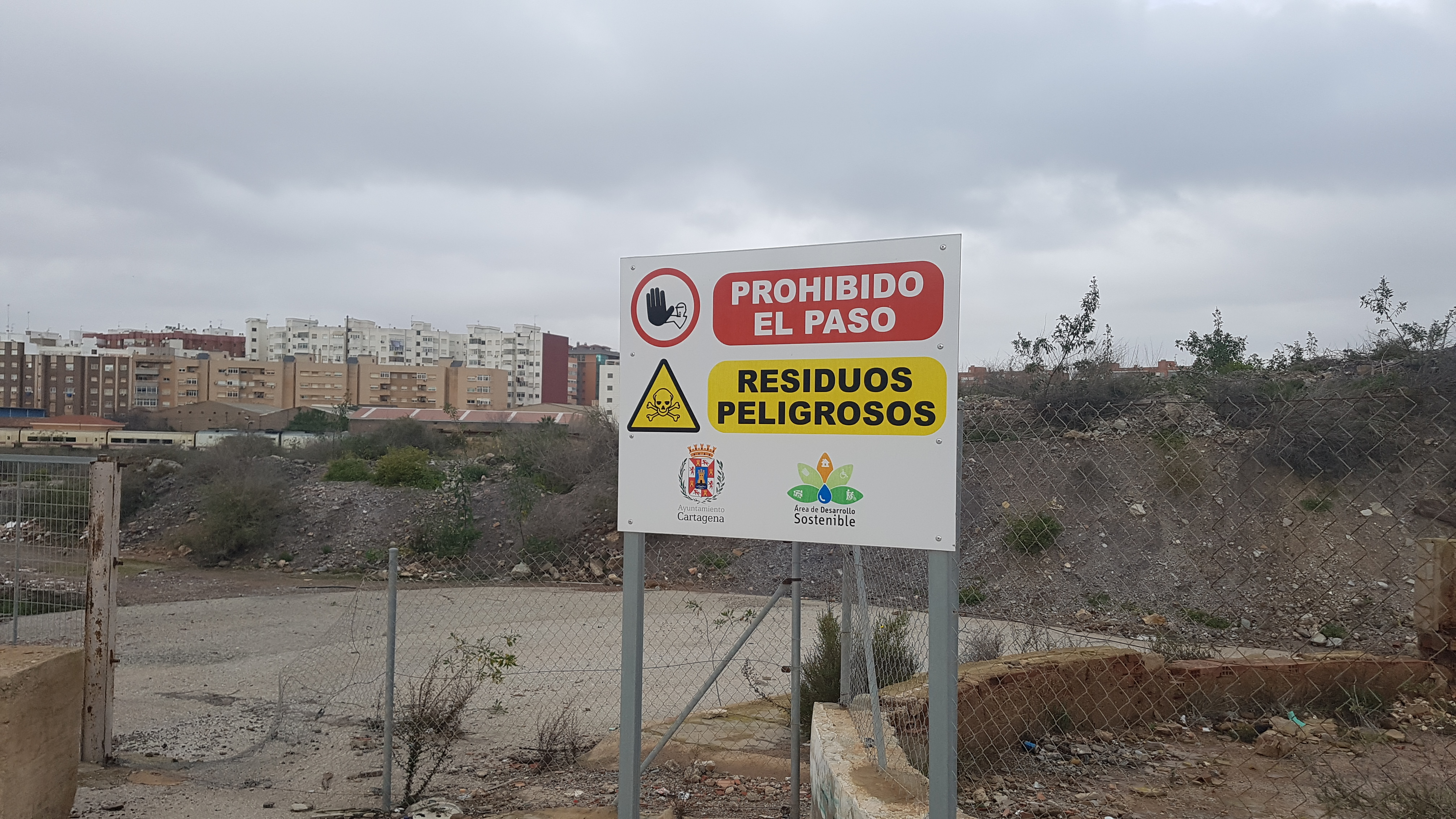
Закритий вхід на забруднену територію колишнього заводу Potasas y Derivados

У першій половині 1980-х завод міг щорічно виробляти 220 тисяч тонн сульфатної кислоти, 132 тисячі тонн сульфату калію, 26 тисяч тонн суперфосфату та 90 тисяч тонн дикальцій фосфату, при цьому він мав серйозні економічні проблеми та працював не більш ніж на половину своєї потужності. На цей момент завод уже належав компанії Explosivos Rio Tinto (ERT), що виникла у 1970-му внаслідок злиття хімічної UEE та гірничодобувної Compañía Española de Minas de Río Tinto (володіла мідними та піритовими рудниками в зазначеній вище Уельві).
Наприкінці 1980-х унаслідок злиття ERT та SA Cros виник концерн Ercros, що невдовзі потрапив у скрутне фінансове становище. В подальшому він все-таки зміг відновити діяльність і навіть утримав за собою Potasas y Derivados (хоча майже всі інші активи концерну з виробництва добрив перейшли під контроль групи Villar Mir).
У 1990-му припинила роботу копальня в Кардоні, що лише посилило кризові явища. У підсумку в 1993-му частину виробництв в Хондоні вивели з експлуатації, проте продукування сульфату калію тривало, при цьому сульфатну кислоту закуповували в розташованого поряд цинкоплавильного заводу Española del Zinc.
У 2001-му завод у Хондоні остаточно припинив роботу.